# Ruđer Bošković
Ruđer Bošković, S.J. ili punim imenom Ruđer Josip Bošković (Dubrovnik, 18. svibnja 1711. – Milano, 13. veljače 1787.), bio je hrvatski matematičar, astronom, geodet, fizičar, pjesnik i filozof; isusovac. Nobelovac i fizičar Werner Heisenberg nazvao ga je hrvatskim Leibnizom, engleski fizikalni kemičar Sir Harold Hartley nazvao ga je jednim od najvećih intelektualaca svih vremena ("one of the great intellectual figures of all ages"), a njegovu teoriju prirodne filozofije njemački filozof Friedrich Nietzsche smatrao je "najvećim trijumfom nad osjetilima koji je dosad na Zemlji postignut". Školovanje je započeo u Dubrovniku u Collegium Ragusinum, a nastavio u isusovačkom zavodu Collegium Romanum u Rimu. Studirao je retoriku (od 1727. – 1729.), filozofiju (od 1729. – 1732.) i teologiju (od 1738. do 1741.). Kao student teologije počeo je (1740.) predavati matematiku u Collegium Romanum. Za svećenika je zaređen 1744. godine i preuzima katedru matematike do 1760. godine.
Godine 1735. počinje proučavati Newtonova djela, a već 1736. godine objavljuje rasprave. Utemeljio je egzaktni znanstveni pristup rješavanju statičkih pitanja u graditeljstvu rješavajući statičke probleme sakralnih i kulturnih objekata (crkava sv. Petra u Rimu i sv. Genoveve u Parizu, katedrale u Milanu i carske knjižnice u Beču). U razdoblju od 1751. do 1782. godine bavio se i hidrotehničkim poslovima. Prilično se rano počeo baviti problemima oblika i veličine Zemlje (O dokazima starih za kuglasti oblik Zemlje – lat. De veterum argumentis pro telluris sphaericitate, 1739.; Rasprava o obliku Zemlje – lat. Dissertatio de telluris figura, 1739.) te problemima u vezi s Newtonovom teorijom gravitacije (O nejednakosti sile teže na raznim dijelovima Zemlje – lat. De inaequalitate gravitatis in diversis terrae locis, 1741.). Za riješavanje tih problema, trebao je, uz teorijska istraživanja, provesti mjerenja meridijanskih stupnjeva na različnim mjestima Zemlje. Papa Benedikt XIV. povjerio mu je da, zajedno s isusovcem Christopherom Maireom, u Papinskoj državi obavi mjerenja meridijanskih stupnjeva između Rima i Riminija i izradu zemljopisne karte Papinske države. To je bila prva Boškovićeva znanstvena (geodetsko-kartografska) ekspedicija (od 1750. do 1752. godine). Morao je poboljšati postojeće mjerne instrumente ili konstruirati nove. Rezultate mjerenja i opažanja objavio je pod naslovom O znanstvenom putovanju po Papinskoj državi… (lat. De litteraria expeditione per Pontificiam…, 1755.). Uz djelo se nalazio zemljovid Papinske države Nova zemljopisna karta Crkvene države (lat. Nuova carta geografica dello Stato Ecclesiastico, 1755.), koji je na temelju zajedničkih podataka izradio Christopher Maire. Zbog novih ideja u geoznanostima taj je rad utjecao na kasniju kartografiju. Na Boškovićev poticaj provedena su geodetska mjerenja u Austriji, Ugarskoj, Pijemontu i Pennsylvaniji (SAD).
Zbog uspješnosti u rješavanju spora oko pograničnih voda između grada-republike Lucce i Toskanskoga vojvodstva, Lucca je Boškovića proglasila plemićem (1757.). Za boravka u Beču završio je i tiskao svoje glasovito djelo Teorija prirodne filozofije svedena na jedan jedini zakon sila koje postoje u prirodi (lat. Philosophiae naturalis theoria redacta ad unicam legem virium in natura existentium, 1758.; hrvatski prijevod 1974.). Zbog kritike njegovih znanstvenih nazora, putovao je po europskim znanstvenim središtima od Pariza i Londona preko Carigrada i Varšave do Rima i Pavije (od 1759. do 1763. godine). Kraljevskom društvu (eng. Royal Society) posvetio je spjev u latinskim stihovima O pomrčinama Sunca i Mjeseca (lat. De Solis ac Lunae defectibus, 1760.; francuski prijevod 1779.) u kojem iznosi teoriju pomrčine. Godine 1761. izabran je za člana Kraljevskog društva. Na poticaj tog društva otišao je u Carigrad motriti prolazak Venere ispred Sunca (Venerin prijelaz). Kako nije stigao motriti prolazak Venere, vrijeme je iskoristio za istraživanje ruševina Troje. Poricao je tada prihvaćenu tezu da se ruševine Troje nalaze na maloazijskoj obali nasuprot otoku Tenedu tvrdeći da su one dublje u unutrašnjosti, a to su poslije potvrdila iskapanja H. Schliemanna. O tome je napisao djelo Izvješće o ruševinama Troje… (tal. Relazione delle rovine di Troja…, 1784.). Putovanje od Carigrada do Poljske opisao je u dnevniku Dnevnik putovanja iz Carigrada… (tal. Giornale di un viaggio da Constantinopoli…, 1784.).
Nakon povratka u Italiju izabran je za profesora matematike na Sveučilištu u Paviji (1763.). Povjerene su mu i pripreme za osnutak zvjezdarnice u Breri kraj Milana. Usporedno s tim poslovima preuzeo je katedru za optiku i astronomiju u Milanu. Nakon ukinuća isusovačkoga reda (1773.), Bošković se, na poziv prijatelja, 1774. godine preselio u Pariz, primio francusko državljanstvo i bio imenovan upraviteljem optike za mornaricu (trebao je usavršiti teoriju akromatskih dalekozora i olakšati njihovu primjenu). U Parizu je dovršio radove iz optike i astronomije, a zbog lošeg zdravlja 1782. godine dobio je dvogodišnji dopust (produživan do 1787. godine) kako bi tekstove pripremio za tisak. U Bassanu su mu izašla djela u pet svezaka pod nazivom Djela koja se odnose na optiku i astronomiju (lat. Opera pertinentia ad opticam et astronomiam, 1785.). Zbog naporna rada na redigiranju tekstova zdravlje mu se jako pogoršalo. Umro je od upale pluća u Milanu, gdje je pokopan u crkvi Santa Maria Podone. Cijeloga života Bošković je ostao vezan uz rodni grad za koji je obavljao diplomatske poslove, a u njega se je od odlaska vratio samo jedanput (1747.). Poznat je i kao pisac prigodnih latinskih stihova i bio je članom rimskog literarnog društva Arcadije. Po njemu je nazvana dubrovačka zračna luka i Mjesečev krater Boscovich.

## Životopis
Ruđer Bošković rođen je u Dubrovniku 1711. godine, kao šesti sin i osmo dijete u obitelji koju su osnovali Nikola Bošković (preselio iz sela Orahova Dola u Dubrovnik oko 1688. – Dubrovnik, 1721.) i Paola Bettera (Dubrovnik, 1674. – Dubrovnik, 1776.). Bošković je imao tri sestre (Marija Ruse, Marija Dumna i Anica) i petero braće (Božo (Natalis), Bartolomej Ignacije (Baro), Ivan Dominik, redovničkim imenom Ignacio Česlav Marija, Petar (Pero) umro je mlad, a Marko Antun kao dijete). Boškovićeva obitelj s očeve strane vodi podrijetlo iz Hercegovine, iz katoličke župe Ravno u Popovu polju, iz sela Orahov Do, koje je tada bilo potpuno katoličko. Njegov pradjed bio je Boško Pokrajčić (ili Podkrajčić) i po njemu je obiteljska loza koja se odvojila od plemićke loze Pokrajčića dobila prezime Bošković. Bošković je isticao svoje plemićko podrijetlo, a grbom obitelji Pokrajčić koristio se za pečaćenje svojih pisama. Osnovno obrazovanje je stekao u Dubrovniku, a s 15 godina odlazi u Rim, gdje stupa u isusovačko Papinsko sveučilište Gregorianu i 1732. godine završava filozofiju, a nedugo potom i teologiju. Za vrijeme studija predavao je u nižim razredima kolegija u Fermu i Rimu sukladno s tadašnjim isusovačkim pravilima. Po svršenom studiju teologije zaređen za svećenika i stupio je u isusovački red no bio je oslobođen redovničkih dužnosti kako bi se mogao posvetiti znanstvenom radu i nastavi.
Pastoralnu aktivnost vršio je najviše u kolegijskoj crkvi sv. Ignacija. Na pokrajnom oltaru sv. Alojzija Gonzage služio je svoju Mladu misu.
Godine 1740. postaje profesor matematike. Njegova slava je zasjenila njegove, za hrvatsku kulturu vrijedne spomena braću i sestre: Petra, Bara i Anicu. Pritom valja napomenuti da je Ruđer Bošković i među predcima imao hrvatske pjesnike: unuk je religijskog pjesnika Bara Bettere.

### Matematika
Ruđer Bošković se bavio mnogim matematičkim problemima, beskonačno malim veličinama, logaritmima negativnih brojeva, problemom tijela maksimalne atrakcije i tako dalje. U svojoj knjizi Elementa matheseos universae, Rim 1754., daje znatan broj teorema iz trigonometrije, prvi izvodi četiri osnovne diferencijalne formule sferne trigonometrije, kao i oskulatorni krug. U raspravi De aestu maris (1747.), prvi među matematičarima govori o neeuklidskoj geometriji, u kojoj se s krivuljama radi isto kao i s pravcima, te predlaže geometriju s tri i više prostornih i jednom vremenskom veličinom, koja se i danas upotrebljava.
U prvom matematičkom radu uvodi u sfernu trigonometriju grafičku metodu za rješavanje trokuta Izgradnja sferne trigonometrije (lat. Trigonometriae sphaericae constructio, 1737.). Izveo je četiri osnovne jednadžbe diferencijalne trigonometrije. U djelu Osnove sveukupne matematike (lat. Elementorum universae matheseos, 1754.) donosi teoriju transformacija geometrijskih mjesta i izvornu teoriju čunjosječnica ili konika utemeljenu na sintetskoj metodi. Istraživanje temelja matematike u vezi s pitanjima i pojmovima neprekinutosti i beskonačnosti objavio je u djelu O naravi i upotrebi beskonačno velikih i beskonačno malih veličina (lat. De natura et usu infinitorum et infinite parvorum, 1741.). Konačne i beskonačno daleke točke tretirao je ravnopravno kao i tvorac projektivne geometrije Jean-Victor Poncelet (1820.). Dopuštao je mogućnost postojanja različitih geometrija. Istražujući načelo neprekidnosti došao je do izričite formulacije kontinuuma realnih brojeva (O zakonu neprekinutosti… – lat. De continuitatis lege…, 1754.; hrvatski prijevod 1996.) prije njemačkih matematičara Richarda Dedekinda i Georga Cantora. Naslućivao je mogućnost konstrukcije neprekinute krivulje koja nema tangente ni u jednoj svojoj točki, a to je dokazano tek 1904. godine (Kochina krivulja). Budući da je naslutio probleme geometrije prirode, Boškovića se može smatrati praocem teorije fraktala, matematičkog temelja teorije determinističkoga kaosa.

### Mehanika
U mehanici je proučavao gibanje materijalne točke (O gibanju tijela bačenih u prostor bez otpora… – lat. De motu corporum projectorum in spatio non resistente…, 1740.). Metodom njihala određivao je veličinu gravitacije i utvrdio njezinu nejednakost na Zemlji (1741.). Rješavao je problem tijela najvećeg privlačenja (Mehanički problem o čvrstom tijelu najvećeg privlačenja… – lat. Problema mechanicum de solido maximae attractionis…, 1743.) i problem središta gravitacije (O središtu teže... – lat. De centro gravitatis…, 1751.).

### Astronomija
Bavio se i astronomijom i objavio pet knjiga pod nazivom Opera pertinentia ad opticam et astronomiam (1785.) U njima izlaže svoju teoriju o aberaciji svjetlosti, te kao i Einstein smatra brzinu svjetlosti konstantnom. Po njemu je sve relativno, kako prostor, tako i vrijeme. Mjerila nisu konstantne duljine i smanjuju se u pravcu kretanja. Kao metodu za pronalaženje skretanja svjetlosne zrake pri prolazu kroz razne sredine, preporuča pokuse s dva dalekozora od kojih je jedan ispunjen vodom. Ispitujući krivulju astronomske refrakcije, prvi određuje visinu troposfere. Iz tri opažanja Sunčevih pjega određuje rotaciju Sunca i njegov promjer, izvodi jednadžbu šestog stupnja za kretanje kometa, koju su kasnije prihvatili H. W. Olbers, Lagrange, Opolcer i Wilkens. Zamišlja zvijezde kao veća ili manja sunca. Njegova atomistika predvidjela je zvijezde s vrlo gustom i vrlo razrijeđenom tvari, divove i patuljke, koji su otkriveni tek u 20. stoljeću. Zvjezdarnica u Breri blizu Milana, za koju je izradio planove, bila je najmodernija u to doba. Osnovao je praktičnu astronomiju, prvi ukazao na potrebu ispitivanja grešaka mjernih instrumenata i dao jednadžbu za ispravke grešaka.
Prvi je njegov znanstveni rad bio iz astronomije: O Sunčevim pjegama... (lat. De maculis solaribus…, 1736.). Slijedila je Rasprava o nedavnom prolazu Merkura ispred Sunca… (lat. De Mercurii novissimo infra Solem transitu…, 1737.), O polarnoj svjetlosti… (lat. De aurora boreali..., 1738.). Uveo je novu metodu određivanja parabolične staze kometa iz triju bliskih motrenja (O kometima… – lat. De cometis…, 1746.). Boškovićeva razvijena metoda prethodila je Olbersovoj metodi iz 1797. Bošković je postavio kriterij za vrstu staze (eliptične, parabolične ili hiperbolične) nebeskoga tijela (O određivanju staza planeta s pomoću katoptrike… – lat. De determinanda orbita planetae ope catoptricae..., 1749.), a to je poslužilo kao osnova za istraživanje perturbacija Jupitera i Saturna (O nejednakostima za koje se čini da ih međusobno izvode Saturn i Jupiter osobito u vrijeme konjunkcije – lat. De inaequalitatibus quas Saturnus et Jupiter sibi mutuo videntur inducere praesertim circa tempus coniunctionis, 1756.). Nakon Herschelova otkrića novoga nebeskog tijela (Urana), Bošković je među prvima, na temelju teorijskih izračunavanja putanje, ustvrdio da je novootkriveno nebesko tijelo planet.

### Geodezija
U geodeziji, 1741. godine, Ruđer Bošković je iznio ideju o geoidu kao obliku Zemlje. U knjizi De litteraria expeditione per pontificiam ditione ad dimentiendos meridiani gradus et corrigendam mappam geographicam, iussu et auspiciis Benedicti XIV (1755.) prvi obraća pažnju na skretanja okomica, što je, po njemu, posljedica nerazmjerne raspodjele masa na površini Zemlje. U tu je svrhu 1750. godine izveo geodetsko mjerenje meridijanskog luka između Rima i Riminija zajedno s Christopherom Maireom i razvio mrežu trokuta s dvjema geodetskim osnovicama kod Rima i Riminija. Knjiga je prevedena i na francuski 1770. godine.
U geofizici je istraživao polarnu svjetlost (1738.), plimu i oseku (1747.) te vrtložni vjetar koji je opustošio dio Rima (1749.). Nagovijestio je postojanje plimnih valova čvrste Zemljine kore. Prvi je odredio nepravilan oblik Zemlje, poslije nazvan geoid (Johann Benedict Listing, 1873.). Bošković je tvrdio da je oblik Zemlje ne samo nepravilan nego i promjenljiv u vremenu, što je dokazano tek mnogo kasnije. Bošković je postavio osnove teorije izostazije (1742., 1755., 1785.), premda naziv potječe od američkoga geologa Clarencea Duttona (1889.). Po toj teoriji, nagomilavanja masa u Zemljinoj kori kompenzirana su odgovarajućim rasporedom masa u Zemljinoj unutrašnjosti. Otkriće Mohorovičićeva diskontinuiteta između Zemljine kore i Zemljina plašta (MOHO) 1910. u skladu je s Boškovićevim idejama o izostaziji. Bošković je prvi u povijesti znanosti postavio metodu izjednačenja rezultata mjerenja postavivši dva uvjeta, koja je poslije Pierre-Simon Laplace izrazio u matematičkom obliku, pa je po njemu nazvana Laplaceova metoda (u novije se doba upotrebljava naziv Bošković-Laplaceova metoda). Ta izvorna Boškovićeva metoda dugo je u praksi bila potiskivana takozvanom metodom najmanjih kvadrata (Adrien-Marie Legendre i Carl Friedrich Gauss, oko 1800.).

### Optika
U optici je poznat po instrumentima poput prizme s promjenljivim kutom i kružnog mikrometra. Problemima optike Bošković se bavio u vezi s radom u astronomiji. U djelu Rasprava o rjetkoći Sunčeve svjetlosti… (tal. Dissertazione della tenuità della luce solare…, 1747.) procjenjuje gustoću Sunčeve svjetlosti. Vrlo je kritički uzimao mišljenje o pravocrtnom širenju svjetlosti tvrdeći da se u svemirskim udaljenostima ne može dokazati da se svjetlost širi pravocrtno. Prvi je formulirao fotometrijski zakon rasvjete, poznat kao Lambertov zakon (Johann Heinrich Lambert). Prilično rano izumio je kružni mikrometar, bavio se pogreškama leća i njihovim uklanjanjem (akromatička aberacija) te poboljšanjem optičkih sprava. Za određivanje loma i rasapa svjetlosti konstruirao je spravu nazvanu vitrometar. Predložio je vrstu dalekozora napunjena vodom s pomoću kojega je namjeravao izvesti pokus radi određivanja naravi svjetlosti. Izradio je optičke prizme s promjenljivim kutom (vitromjer) s pomoću kojih se mogao mjeriti indeks loma. Razvio je prvu zadovoljavajuću teoriju luminiscencije.

### Teorija atoma
U djelu Theoria philosophiae naturalis redacta ad unicam legem virium in natura existentium, objavljenom u Beču 1758. godine, iznosi da je sve materija i kretanje. Po njemu je materija sastavljena od istih čimbenika, samo je različiti zakoni čine različitom. Bohrov model atoma je izravna posljedica Boškovićeva modela atoma. On uvodi zakon sila, koje su odbojne na malim međuelektronskim udaljenostima, a privlačne na velikim udaljenostima, što kasnije dalje razvija Michael Faraday. Atom svodi na središnju točku oko koje se šire oblaci privlačno-odbojnih sila (Boškovićevo polje).

#### Temeljno međudjelovanje ili temeljne sile
Boškovićev rad obuhvaća razna područja znanosti, ali je najvažniji njegov doprinos shvaćanju strukture tvari. Njegova izvorna teorija sila i strukture tvari danas je toliko aktualna da ga se može smatrati znanstvenim vizionarom 20. stoljeća. Polazišta su za Boškovićevu teoriju načelo jednostavnosti i sličnoznačnosti (analogije) prirode i načelo neprekidnosti (kontinuiteta), a iskustveni (empirijski) joj je povod znanstveni problem aktualan u ondašnjoj znanosti – analiza sraza. Tvar se, prema Boškoviću, sastoji od tvarnih (fizičkih) točaka, koje su jednostavne, nedjeljive, neprotežne, neprobojne, međusobno odvojene i bez ikakve strukture, a ishodišta su sila koje djeluju na daljinu. Od matematičkih točaka razlikuju se po tome što imaju svojstvo tromosti (inercije) i što između njih djeluje Boškovićeva sila koja se prikazuje Boškovićevom krivuljom (lat. curva Boscovichiana). Na malim udaljenostima među tvarnim točkastim česticama sila je odbojna, a s povećanjem udaljenosti smanjuje se do poništenja, prelazi u privlačnu, dostiže maksimum, opada do nule, opet prelazi u odbojnu i tako, ponavljajući se, više puta mijenja svoj predznak. Na velikim udaljenostima sila je, u skladu s Newtonovim zakonom gravitacije, privlačna. Za vrlo velike udaljenosti Bošković je iznio ideju o nužnosti modifikacije Newtonova zakona gravitacije. Boškovićeva krivulja sila je neprekidna i sastoji se od dvaju asimptotskih krakova (odbojnoga i privlačnoga) i presijeca os apscise u ravnotežnim točkama nazvanima točkama kohezije i nekohezije. Boškovićeva je sila vrlo slična sili između atoma u molekuli ili čvrstom tijelu i nuklearnoj sili među nukleonima (protonima i neutronima), pa joj je Karl Herzfeld dao naziv potencijalna energija prema Boškoviću. Jedan jedini zakon sila koje postoje u prirodi (lat. lex unica virium in natura existentium), to jest ideja da se sva stvarnost protumači na osnovi jednog zakona, Boškovićev je doprinos svjetskoj znanosti. Ta je ideja bila vidljiva kod Alberta Einsteina, W. Heisenberga i u suvremenoj znanosti, gdje se još nije uspjelo jednom jedinstvenom teorijom opisati četiri poznate sile u prirodi (gravitacijsku, elektromagnetsku, slabu i jaku nuklearnu silu). Boškovićev je jedan jedini zakon nacrt za veliku ujedinjenu teoriju polja ili još više teoriju o svemu (eng. theory of everything). Iz bezuvjetnog zahtjeva da zakon neprekidnosti mora biti očuvan, slijedilo je odbacivanje mogućnosti izravnog dodira čestica zbog odbojne sile (dotada nitko nije poricao postojanje dodira među česticama tvari). Danas se u znanosti smatra da su osnovni sastojci tvari onakvi kakvima ih je zamišljao Bošković. Boškovićeve tvarne točke najelementarniji su sastojci tvari i to ih povezuje s kvarkovima i leptonima u današnjoj znanosti. Kako se tvar sastoji od točkastih čestica, slijedi da u njoj ima mnogo praznoga prostora. Time je prekinuo s materijalističko-korpuskularnom teorijom tvari i postavio pravu dinamističko-atomističku teoriju stvorivši nov pojam stvarnosti i novu sliku svijeta, pa bi se uz tzv. kopernikanski obrat trebalo govoriti i o boškovićanskom obratu, jer je to najveći trijumf nad osjetilima koji je dosad na Zemlji postignut te da su Bošković i Kopernik dva najveća protivnika privida (Friedrich Nietzsche, 1882., 1886.).

#### Boškovićev model atoma
Dopuštajući više odbojnih područja u svojem potencijalu, Bošković je dao prvi pramodel za kvarkovno sužanjstvo, a to je jedan od središnjih problema fizike elementarnih čestica. Od neprotežnih tvarnih točaka izgrađuju se veće čestice i od njih veće mase. Bošković ih naziva česticama prvog, drugog, trećeg… reda, što odgovara današnjim spoznajama o strukturi tvari: kvarkovi i antikvarkovi bili bi čestice prvog reda, nukleoni drugoga, atomske jezgre trećega, atomi četvrtoga, molekule petoga… Svojstva tih čestica i njihova međusobna različitost ovise o njihovoj unutarnjoj strukturi. Bošković je među prvima tvrdio upravo to, a ideja o povezanosti svojstava tvari i njezine strukture pojavila se tek u 19. stoljeću (Jöns Jakob Berzelius, 1830.).
Primjena Boškovićeva zakona sila na slučaj triju točaka, od kojih su dvije u žarištima elipse, poznat je kao takozvani Boškovićev model atoma (1748.), koji davno prije kvantne teorije u prirodu uvodi ideju dopuštenih i zabranjenih staza, to jest kvantizira stazu gibanja čestice, što je Joseph John Thomson od Boškovića izravno preuzeo (1907.), a za Nielsa Bohra ta je ideja postala osnovom za njegov model atoma (1913.). "Bohrov model atoma izravni je nasljednik Boškovićeva zakona sila između čestica razmaknutih mikroskopskim udaljenostima"… "Gdje je Bošković posadio prije 200 godina, drugi su požnjeli" (H. V. Gill, 1941.). Boškovića se također može smatrati pretečom termodinamike i kinetičke teorije tvari, teorije elastičnosti čvrstih tijela te objašnjenja oblika kristala.
Bošković je kritizirao Newtonovo shvaćanje o apsolutnom prostoru i vremenu i sam je izgradio shvaćanje prostorno-vremenskih odnosa koje je nerazdvojivo povezano s točkastim tvarnim atomima i silama među njima. Protežna tvar nije kontinuirana nego diskretna i predstavlja dinamističku konfiguraciju konačnoga broja središta sila. Prema Boškovićevoj jednostavnoj dinamističkoj atomistici, tvar nije samo nositelj sila (dinamički sustav) nego se sastoji od sila (dinamistički sustav). Iz atoma izviru sile koje ispunjavaju cijeli prostor. Takvo shvaćanje dovelo je do ideje polja, koju je dosta kasnije formulirao Michael Faraday (1844.), i koja je preko njega i J. C. Maxwella ušla u znanost. Iz Boškovićeva shvaćanja prostornih i vremenskih promjenljivih načina postojanja (lat. modi existendi) proizišle su posljedice koje njegovu teoriju, uza sve razlike, dovode u vezu s Einsteinovom teorijom relativnosti. Boškovića se u tri smisla može smatrati pretečom teorije relativnosti. Prvo, prihvaćao je načelo relativnosti (stoljeće i pol prije Ernsta Macha i Alberta Einsteina), to jest tvrdio je da se iz izravnih opažanja ili pokusa ne može razlikovati apsolutni i relativni prostor, vrijeme i gibanje niti dokazati načelo inercije. Drugo, zastupao je ideju o promjeni dimenzija tijela pri prenošenju s jednoga mjesta na drugo. Bošković ne daje kvantitativnu mjeru te promjene. Treće, govorio je o mogućnosti prostora koji bi imao četiri dimenzije.

### Boškovićev demon
Stanko Hondl je već 1929. godine govorio o Boškoviću kao preteči teorije determinizma. U Teoriji prirodne filozofije Bošković govori o sveznajućem duhu, koji bi na temelju Newtonovih zakona bio u stanju, iz točnog poznavanja svih sila i početnih položaja u nekom trenutku, znati svu prošlost i budućnost. Gotovo je na isti način francuski znanstvenik Pierre-Simon Laplace pola stoljeća poslije (1814.) formulirao načelo klasičnog determinizma – koje je poznato i kao Laplaceov demon. Taj duh, inteligentno biće, nazvano je (Emil du Bois-Reymond) Laplaceov duh ili Laplaceov demon, a trebalo bi ga nazvati Boškovićevim duhom.
Tek je 2015. godine hrvatski povjesničar i filozof znanosti Boris Kožnjak publicirao, u međunarodnom znanstvenom časopisu, rad u kojem je pokazao da je Bošković uistinu prije Laplacea uveo koncept determinizma. Uz to, Kožnjak je ustvrdio da je Boškovićeva formulacija determinizma preciznija, kompletnija i sveobuhvatnija nego Laplaceova. Za razliku od Laplacea, Bošković koristi fizikalne termine: brzina, položaj i smjer gibanja. Dok Laplace ograničava svoju teoriju na mehaničke sustave, Boškovićeva je sveobuhvatna i bliža današnjem pojmu determinizma koji se koristi u teorijskoj fizici.
Stoga je Laplaceov demon postojao prije samoga Laplacea i to u umu Ruđera Boškovića, koji ga je formulirao fizikalnije i općenitije.
O važnosti i aktualnosti Boškovićevih misli u suvremenoj znanosti svjedoči, među ostalim, izjava W. Heisenberga (1958.): "U Boškovićevu djelu nalazi se mnoštvo ideja koje tek u modernoj fizici posljednjih pedeset godina dolaze do potpuna izraza i koje pokazuju kako su bila ispravna filozofska gledišta kojima se Bošković rukovodio u svojoj prirodnoj znanosti".

### Međunarodni znanstveni rad i doprinos u diplomaciji
Bošković se, iako svećenik, zalagao za Kopernikov sustav. Bio je vrlo ugledna ličnost tog vremena. Godine 1761. astronomi su se pripremali promatrati prolaz Venere ispred Sunčeva diska i u tu svrhu ga britansko Kraljevsko društvo šalje u Carigrad kako bi mogao promatrati taj prolaz. Ruska akademija znanosti ga prima za člana u Sankt-Peterburgu. Francuska ga je 1773. godine, kad je ukinut isusovački red, imenovala ravnateljem optike za mornaricu. Bio je poznat i kao inženjer, pjesnik i diplomat, široke naobrazbe i raznovrsnog polja djelovanja, pa ga se smatra polihistorom. Kao inženjer, na zahtjev pape Benedikta XIV. napravio je planove za popravku apsida i kupola crkve Svetog Petra u Rimu i radio na isušivanju močvara u Italiji. Kao diplomat odlazi u London kako bi ublažio sumnje Velike Britanije da Dubrovnik pruža usluge Francuskoj i na taj način krši svoju neutralnost. Tada biva primljen i u londonsko Kraljevsko društvo.
Ruđer Bošković umro je 13. veljače 1787. godine u Milanu. Pokopan je u crkvi sv. Maria Podone.

## Ruđer Bošković danas
- U Zagrebu je 1950. godine osnovan Institut za znanstvena istraživanja na području atomske fizike, koji je na prijedlog hrvatskog fizičara Ivana Supeka dobio ime Ruđera Boškovića. Astronomsko društvo u Beogradu je nazvano po njemu, kao i jedan krater na Mjesecu.
- Biskupijska klasična gimnazija u Dubrovniku također nosi Boškovićevo ime.
- Branimir Truhelka bio je među prvima koji je pokušao napisati sveobuhvatni Boškovićev životopis, uređivao je sabrana djela, no u tome ga je spriječila prerana smrt.[12]

## Djela
Nepotpun popis:
- De maculis solaribus, 1736., (O Sunčevim pjegama)
- De circulis oscillatoribus, 1740., (O oskulatornom krugu)
- De viribus vivis, 1745., (O živoj sili)
- De cometis, 1746., (O kometima)
- De aestu maris, 1747., (O morskim plimama)
- De lumine, 1748., (O svjetlosti)
- Elementa matheseos universae,  1754.
- De litteraria expeditione per pontificam ditione ad dimentiendos meridiani gradus et corrigendam mappam geographicam, iussu et auspiciis Benedicti XIV, 1755.
- Theoria philosophiae naturalis redacta ad unicam legem virium in natura existentium, 1758.
- De Solis ac Lunae defectibus, 1760. (O pomrčinama Sunca i Mjeseca)[13] (2. izd. Mletci, 1761., 3. izd. Graz 1765., 4. izd. Rim 1767., 5. izd. s francuskim prijevodom, Pariz 1779., 6. izd. Zagreb, 2007.; Pomrčine Sunca i Mjeseca, Biblioteka Stoljeća hrvatske književnosti, knj. 112, 2012.)[2]
- Voyage astronomique et geographique dans l’état de l’église, 1770. (Astronomsko i zemljopisno putovanje po crkvenoj državi)[14]
- Giornale di un viaggio di Constantinopoli in Polonia, 1784., (Dnevnik putovanja iz Carigrada u Poljsku)[13]
- Opera pertinentia ad opticam et astronomiam, 1785., (Djela koja se odnose na optiku i astronomiju), 5 svezaka[13]

### Prijevodi

#### Hrvatski
- Pomrčine Sunca i Mjeseca, Biblioteka Stoljeća hrvatske književnosti, 2012.[15] (De Solis ac Lunae defectibus, 1760.)
- Teorija prirodne filozofije, Sveučilišna naklada Liber, 1974. (Theoria philosophiae naturalis redacta ad unicam legem virium in natura existentium, 1758.)
- De continuitatis lege - O zakonu neprekinutosti, Školska knjiga, 1996.[16] (De continuitatis lege, 1754.[17])

#### Srpski
- Dnevnik sa putovanja od Carigrada do Poljske, 2022.[18] (Giornale di un viaggio di Constantinopoli in Polonia, 1784.)

#### Njemački
- Abhandlung von den verbesserten Dioptrischen Fernroehren 1765.[19]

## Pripadnost
Boškovićev uspjeh slave tri države: Hrvatska, Italija i Srbija.
- Većina izvora govori o njegovu hrvatstvu.[20] U pismima sestri Anici (Anna), govori joj kako nije zaboravio hrvatski jezik.[20] Bošković nikada nije osporavao svoju povezanost s rodnim gradom, pokrajinom i narodom. Kad ga je d`Alembert u jednoj svojoj publikaciji nazvao »talijanskim matematičarem velikoga ugleda«, Bošković je u djelu Voyage astronomique et geographique to ispravio napisavši da je Dalmatinac iz Dubrovnika, a ne Talijan.[21] "Ovdje ćemo u prvom redu upozoriti da je naš autor Dalmatinac i iz Dubrovnika, a ne Talijan.".[14] Većina njegovih pisama rodbini i prijateljima u Dubrovniku napisana je na hrvatskom (ilirskom) jeziku.[22] Kad je bio u Beču 1757. godine, uočio je hrvatske vojnike kako idu na bojište u tijeku Sedmogodišnjega rata i odmah otrčao vidjeti ih, želeći im 'Božju pomoć' po starom hrvatskom običaju.[23] U pismu bratu Baru u Dubrovniku iz Beča 1757. godine, opisuje taj susret s časnicima hrvatskih postrojba. Na kraju pisma oduševljeno je napisao: »Eviva Haddick e i nostri Croati!«[21][22][24] Dok je živio u Parizu, svjedočio je jednoj vojnoj paradi, te kad je opazio hrvatsku jedinicu iz Dubrovnika izgovara: "Evo ih, moji hrabri Hrvati!".[25] Bošković je u svoje vrijeme bio povezan s Hrvatskom bratovštinom u Rimu, članovi Bratovštine bili su istaknuti Hrvati, a u Bratovštinu primali su se samo oni koji govore hrvatski i potječu iz hrvatskih krajeva.[14]

- Talijani tvrde da je Boscovich (talijanski) upamćen kao Talijan. Prema tomu, rođen je u gradu križanih kultura – hrvatske i talijanske, a viši sloj građanstva Dubrovnika (tako i Boškovići) bili su pod jakim utjecajem talijanske kulture (rimsko-dalmatinska kultura). Obitelj njegove majke došla je iz Italije, podrijetlom Talijani, te je bio pod utjecajem talijanskoga i u životu i u karijeri; Preselio se u Italiju u 14. godini života gdje provodi većinu svoga života. U nekoliko je enciklopedija opisan kao talijanski znanstvenik. Talijanski je koristio i u privatne svrhe, a Voltaire je Boškoviću pisao na talijanskom kao "znak poštovanja". Bošković je uvijek govorio o Italiji kao "pravoj i slatkoj majci".[26] Međutim, Bošković osobno poriče da je Talijan.[27] Naime kada je predložen kao talijanski matematičar, odgovara u svojoj bilješci iz Voyage astronomique et geographique da je "autor Dalmatinac iz Dubrovnika, a ne Talijan".[28][29]

- Srbi tvrde kako je podrijetlo njegove obitelji iz Crne Gore.[30] Prvi srpski autor koji ističe srpstvo Boškovića i Dubrovnika je Kosta T. Stojanović u svom djelu Atomistika, jedan deo iz filozofije Ruđera Josifa Boškovića (1891.).[14]

## Izabrane teze
- Sama narav stvari ostaje skrivena i da najnutarnjije supstancije stvari neposredno ne spoznajemo.[31]
- Čestica znanja do koje smo došli stoji prema cjelokupnoj samoj prirodi u omjeru bezgranično manjem od zrna sitnog pijeska prema našem svemiru što ga vidimo.[31]
- Sfera apsolutnosti pripada samo transcendentnom svijetu, sve je drugo relativno.[31]

### Članci
- Steiner, Marijan. 2015. Duhovni profil Ruđera J. Boškovića. Nova prisutnost. Nova prisutnost. Zagreb. 9 (1): 231–239

- djelomično Vojna enciklopedija 1959.

## Vanjske poveznice

### Sestrinski projekti
|  | Zajednički poslužitelj ima još gradiva o temi Ruđer Bošković |
|  | Wikicitati imaju zbirke citata o temi Ruđer Bošković         |

### Mrežna mjesta
- Bošković na novčanicama
- Institut Ruđer Bošković
- Djelo Ruđera Josipa Boškovića  Arhivirana inačica izvorne stranice od 1. veljače 2017. (Wayback Machine), str. 4–25., Hrvatska revija, br. 3, 2012.
- Jesuits and the Sciences - Ruggiero Giuseppe Boscovich, 1711-1787, Loyola University Chicago Digital Special Collections (engl.)
- Ivica Martinović, Boscovich catalogue of the Exibition Ruder Bošković (1711 1787)  Arhivirana inačica izvorne stranice od 2. veljače 2017. (Wayback Machine), 59th World P. E. N. Congress, Dubrovnik, Croatia. Sponza Palace Dubrovnik, 1993. (engl.)
- Bošković, Ruđer Josip, Hrvatski biografski leksikon, Žarko Dadić (1989.)
- Virtualna zbirka djela Ruđera Boškovića, virtualna.nsk.hr
- Bošković, Ruđer Josip Hrvatska tehnička enciklopedija, portal hrvatske tehničke baštine. LZMK